# Black Knob
Der Black Knob (englisch für Schwarzer Knauf) ist ein Felsvorsprung auf der Hut-Point-Halbinsel im Südwesten der antarktischen Ross-Insel. Er ragt 300 m westlich des Twin Crater auf.
Die deskriptive Benennung für die Formation wird seit mindestens 1971 auf Landkarten und in Berichten verwendet. Das Advisory Committee on Antarctic Names anerkannte die Benennung am 19. Juni 2000, das New Zealand Antarctic Place-Names Committee folgte am 20. Februar 2001.